# Молодіжна збірна Ірландії з футболу
Молодіжна збірна Ірландії з футболу (англ. Republic of Ireland national under-21 football team) — національна футбольна збірна Ірландії, у складі якої можуть виступати ірландські футболісти у віці 21 року та молодше.

## Виступи на чемпіонатах Європи
| Фінальний раунд | Фінальний раунд         | Фінальний раунд         | Фінальний раунд         | Фінальний раунд         | Фінальний раунд         | Фінальний раунд         | Фінальний раунд         |    | Кваліфікаційний раунд | Кваліфікаційний раунд | Кваліфікаційний раунд | Кваліфікаційний раунд | Кваліфікаційний раунд | Кваліфікаційний раунд |
| Рік             | Раунд                   | І                       | В                       | Н                       | П                       | МЗ                      | МП                      | І  | В                     | Н                     | П                     | МЗ                    | МП                    |                       |
| --------------- | ----------------------- | ----------------------- | ----------------------- | ----------------------- | ----------------------- | ----------------------- | ----------------------- | -- | --------------------- | --------------------- | --------------------- | --------------------- | --------------------- | --------------------- |
| 1978            | Не брали участь         | Не брали участь         | Не брали участь         | Не брали участь         | Не брали участь         | Не брали участь         | Не брали участь         | –  | –                     | –                     | –                     | –                     | –                     |                       |
| 1980            | Не брали участь         | Не брали участь         | Не брали участь         | Не брали участь         | Не брали участь         | Не брали участь         | Не брали участь         | –  | –                     | –                     | –                     | –                     | –                     |                       |
| 1982            | Не брали участь         | Не брали участь         | Не брали участь         | Не брали участь         | Не брали участь         | Не брали участь         | Не брали участь         | –  | –                     | –                     | –                     | –                     | –                     |                       |
| 1984            | Не брали участь         | Не брали участь         | Не брали участь         | Не брали участь         | Не брали участь         | Не брали участь         | Не брали участь         | –  | –                     | –                     | –                     | –                     | –                     |                       |
| 1986            | Не брали участь         | Не брали участь         | Не брали участь         | Не брали участь         | Не брали участь         | Не брали участь         | Не брали участь         | –  | –                     | –                     | –                     | –                     | –                     |                       |
| 1988            | Не пройшли кваліфікацію | Не пройшли кваліфікацію | Не пройшли кваліфікацію | Не пройшли кваліфікацію | Не пройшли кваліфікацію | Не пройшли кваліфікацію | Не пройшли кваліфікацію | 4  | 0                     | 2                     | 2                     | 3                     | 7                     |                       |
| 1990            | Не брали участь         | Не брали участь         | Не брали участь         | Не брали участь         | Не брали участь         | Не брали участь         | Не брали участь         | –  | –                     | –                     | –                     | –                     | –                     |                       |
| 1992            | Не пройшли кваліфікацію | Не пройшли кваліфікацію | Не пройшли кваліфікацію | Не пройшли кваліфікацію | Не пройшли кваліфікацію | Не пройшли кваліфікацію | Не пройшли кваліфікацію | 6  | 1                     | 0                     | 5                     | 5                     | 14                    |                       |
| 1994            | Не пройшли кваліфікацію | Не пройшли кваліфікацію | Не пройшли кваліфікацію | Не пройшли кваліфікацію | Не пройшли кваліфікацію | Не пройшли кваліфікацію | Не пройшли кваліфікацію | 8  | 1                     | 1                     | 6                     | 7                     | 20                    |                       |
| 1996            | Не пройшли кваліфікацію | Не пройшли кваліфікацію | Не пройшли кваліфікацію | Не пройшли кваліфікацію | Не пройшли кваліфікацію | Не пройшли кваліфікацію | Не пройшли кваліфікацію | 8  | 2                     | 2                     | 4                     | 7                     | 9                     |                       |
| 1998            | Не пройшли кваліфікацію | Не пройшли кваліфікацію | Не пройшли кваліфікацію | Не пройшли кваліфікацію | Не пройшли кваліфікацію | Не пройшли кваліфікацію | Не пройшли кваліфікацію | 8  | 3                     | 0                     | 5                     | 11                    | 7                     |                       |
| 2000            | Не пройшли кваліфікацію | Не пройшли кваліфікацію | Не пройшли кваліфікацію | Не пройшли кваліфікацію | Не пройшли кваліфікацію | Не пройшли кваліфікацію | Не пройшли кваліфікацію | 8  | 4                     | 2                     | 2                     | 13                    | 12                    |                       |
| 2002            | Не пройшли кваліфікацію | Не пройшли кваліфікацію | Не пройшли кваліфікацію | Не пройшли кваліфікацію | Не пройшли кваліфікацію | Не пройшли кваліфікацію | Не пройшли кваліфікацію | 8  | 4                     | 1                     | 3                     | 10                    | 7                     |                       |
| 2004            | Не пройшли кваліфікацію | Не пройшли кваліфікацію | Не пройшли кваліфікацію | Не пройшли кваліфікацію | Не пройшли кваліфікацію | Не пройшли кваліфікацію | Не пройшли кваліфікацію | 8  | 2                     | 2                     | 4                     | 8                     | 11                    |                       |
| 2006            | Не пройшли кваліфікацію | Не пройшли кваліфікацію | Не пройшли кваліфікацію | Не пройшли кваліфікацію | Не пройшли кваліфікацію | Не пройшли кваліфікацію | Не пройшли кваліфікацію | 8  | 1                     | 2                     | 5                     | 10                    | 14                    |                       |
| 2007            | Не пройшли кваліфікацію | Не пройшли кваліфікацію | Не пройшли кваліфікацію | Не пройшли кваліфікацію | Не пройшли кваліфікацію | Не пройшли кваліфікацію | Не пройшли кваліфікацію | 2  | 1                     | 0                     | 1                     | 2                     | 1                     |                       |
| 2009            | Не пройшли кваліфікацію | Не пройшли кваліфікацію | Не пройшли кваліфікацію | Не пройшли кваліфікацію | Не пройшли кваліфікацію | Не пройшли кваліфікацію | Не пройшли кваліфікацію | 8  | 1                     | 2                     | 5                     | 4                     | 14                    |                       |
| 2011            | Не пройшли кваліфікацію | Не пройшли кваліфікацію | Не пройшли кваліфікацію | Не пройшли кваліфікацію | Не пройшли кваліфікацію | Не пройшли кваліфікацію | Не пройшли кваліфікацію | 10 | 1                     | 4                     | 5                     | 5                     | 11                    |                       |
| 2013            | Не пройшли кваліфікацію | Не пройшли кваліфікацію | Не пройшли кваліфікацію | Не пройшли кваліфікацію | Не пройшли кваліфікацію | Не пройшли кваліфікацію | Не пройшли кваліфікацію | 8  | 4                     | 1                     | 3                     | 15                    | 10                    |                       |
| 2015            | Не пройшли кваліфікацію | Не пройшли кваліфікацію | Не пройшли кваліфікацію | Не пройшли кваліфікацію | Не пройшли кваліфікацію | Не пройшли кваліфікацію | Не пройшли кваліфікацію | 8  | 2                     | 2                     | 4                     | 10                    | 12                    |                       |
| 2017            | Не пройшли кваліфікацію | Не пройшли кваліфікацію | Не пройшли кваліфікацію | Не пройшли кваліфікацію | Не пройшли кваліфікацію | Не пройшли кваліфікацію | Не пройшли кваліфікацію | 10 | 4                     | 0                     | 6                     | 14                    | 17                    |                       |
| 2019            | Не пройшли кваліфікацію | Не пройшли кваліфікацію | Не пройшли кваліфікацію | Не пройшли кваліфікацію | Не пройшли кваліфікацію | Не пройшли кваліфікацію | Не пройшли кваліфікацію | 10 | 4                     | 2                     | 4                     | 12                    | 15                    |                       |
| 2021            | Не пройшли кваліфікацію | Не пройшли кваліфікацію | Не пройшли кваліфікацію | Не пройшли кваліфікацію | Не пройшли кваліфікацію | Не пройшли кваліфікацію | Не пройшли кваліфікацію | 10 | 6                     | 1                     | 3                     | 15                    | 8                     |                       |
| 2023            | Не пройшли кваліфікацію | Не пройшли кваліфікацію | Не пройшли кваліфікацію | Не пройшли кваліфікацію | Не пройшли кваліфікацію | Не пройшли кваліфікацію | Не пройшли кваліфікацію | 12 | 6                     | 3                     | 3                     | 17                    | 11                    |                       |
| 2025            | Не пройшли кваліфікацію | Не пройшли кваліфікацію | Не пройшли кваліфікацію | Не пройшли кваліфікацію | Не пройшли кваліфікацію | Не пройшли кваліфікацію | Не пройшли кваліфікацію | 10 | 5                     | 4                     | 1                     | 24                    | 12                    |                       |
| Разом           | 0/25                    | 0                       | 0                       | 0                       | 0                       | 0                       | 0                       |    | 154                   | 52                    | 31                    | 71                    | 198                   | 216                   |